# Chaos;Child
Chaos;Child (Eigenschreibweise: CHAOS;CHILD) ist eine Visual Novel des japanischen Unternehmens 5pb. aus dem Jahr 2014. Basierend auf dem Spiel entstand auch ein Manga und eine Anime-Fernsehserie. Die Geschichte setzt die des Spiels Chaos;Head von 2008 fort.

## Inhalt
Die Geschichte spielt im Jahr 2015 in Shibuya, sechs Jahre nach den Ereignissen von Chaos;Head, in denen ein Erdbeben im Stadtteil schwere Verwüstungen angerichtet hat. Dem mysteriösen, nur auf diesen Ort beschränkten Beben ging eine ebenso geheimnisvolle Mordserie voraus. 
Der Protagonist ist Takuru Miyashiro, Oberschüler und Mitglied der Schülerzeitung. Als sich erneut eine mysteriöse Mordserie ereignet, fallen ihm die Parallelen zu den Taten vor sechs Jahren auf. Er und seine Mitstreiter spüren dem nach und so gelangt er und seine ständige Begleiterin Serika Onoe sogar als Erste an den nächsten Tatort. Dort treffen sie auch auf ein Mädchen, das sich als ihre Mitschülerin Hinae herausstellt. Nun will Takeru weiter recherchieren und über die Morde schreiben, obwohl Nono Kurusu ihn davon abhalten will. Beide leben als Waisen, die das Erdbeben von 2009 überlebt haben, bei Pflegeeltern. Und obwohl Hinae gegenüber der Polizei nichts aussagen will, ist sie Takeru gegenüber offener. Außerdem findet er bald heraus, dass an allen Tatorten gleiche Aufkleber zu finden waren. Nun will er das Wissen über die vergangenen Morde einsetzen, den nächsten Schauplatz vorherzusagen, bringt damit aber seine Klassenkameraden in Gefahr.

## Spielmechanik
Die Visual Novel teilt sich in mehrere Erzählstränge. Der Spieler ist zunächst gezwungen, die Geschichte von Takuru zu durchleben, die sich auf seine Beziehung zu Serika und Nono konzentriert. Nach Abschluss dieses Hauptstrangs werden die Geschichten anderer Charaktere zugänglich: die von Nono, Hana, Hinae und Uki. In diesen erfährt der Spieler mehr über die einzelnen Figuren und ihre Beziehungen sowie über die Hintergründe der Morde – sie drehen sich jedoch stets um Takurus Schicksal. Dabei beeinflusst das Spiel von Takurus Geschichte auch die der anderen Charaktere.

## Produktion und Veröffentlichung
Das Spiel entstand beim Entwickler 5pb., der es auch in Japan veröffentlichte. Regie führte Matsumoto Yūsuke, die Autoren waren Hayashi Naotaka, Takimoto Masashi, Tanizaki Ōka, Toru Yasumoto und Umehara Eiji. Das Charakterdesign entwarf Sasaki Mutsumi, wobei Matsuo Yukihiro assistierte und die Schuluniformen entwarf und von Wakabayashi Kanji die Monsterdesigns stammen. Die Musik komponierten Abo Takeshi und Shikura Chiyomaru. Im Spiel wurden außerdem die Lieder Hijitsuzai Seishōnen, Singularity, silent wind bell, gesungen von Itō Kanako, und Gesshoku no Vanitas, gesungen von Sakakibara Yui, verwendet.
Zuerst erschien das Spiel am 4. September 2014 für die Xbox One. Es folgten weitere Versionen für die gleiche Konsole und schließlich im Juni 2015 Fassungen für die PlayStation 3, PlayStation 4 und PlayStation Vita. Am 28. April 2016 wurde das Spiel auch für Windows, am 31. Januar 2017 für iOS und am 28. Mai 2017 für Android herausgegeben. 
Im Juli 2015 erschien eine chinesische Fassung für die PlayStation 3, im Januar 2017 auch für Windows.

## Anime-Adaption
Unter der Regie und nach einem Drehbuch von Masato Jinbo entstand bei Silver Link eine Anime-Adaption des Spiels für das japanische Fernsehen. Das Charakterdesign entwarf Kazuyuki Yamayoshi und die künstlerische Leitung lag bei Daiki Kuribayashi und Yūki Hatakeyama. 
Die zwölf Folgen mit je 25 Minuten Laufzeit wurden vom 11. Januar bis 29. März 2017 von AT-X, sowie mit bis zu einer Woche Versatz auch auf Tokyo MX, Sun Television, Chiba TV, TV Kanagawa, TV Saitama, Kyoto Broadcasting System und BS11 in Japan gezeigt. Die Online-Plattform Crunchyroll veröffentlichte den Anime unter anderem mit deutschen Untertiteln per Streaming. Funimation Entertainment streamte die Serie mit englischen Untertiteln und Animax strahlte sie in Asien mit englischer Synchronisation aus.
Am 11. Januar 2017 wurde zudem eine Folge 0 veröffentlicht, die die Ereignisse von Chaos;Head zusammenfasst. Am 17. Juni 2017 erschien das Special Chaos;Child: Silent Sky.

### Synchronisation
| Rolle            | japanischer Sprecher (Seiyū) |
| ---------------- | ---------------------------- |
| Nono Kurusu      | Sarah Emi Bridcutt           |
| Serika Onoe      | Sumire Uesaka                |
| Takuru Miyashiro | Yoshitsugu Matsuoka          |

### Musik
Die Musik der Serie wurde komponiert von onoken und Takeshi Abo. Für den Vorspann wurde das Lied Uncontrollable von Kanako Itō verwendet und der Abspann mit Chaos Syndrome von Konomi Suzuki unterlegt. Außerdem kommt in der 12. Folge das Lied Singularity von Takeshi Abo vor.